# Жамбильська область
Жамби́льська о́бласть (колишня Джамбульська область; каз. Жамбыл облысы, рос. Жамбылская область) — адміністративна одиниця Казахстану, адміністративний центр — місто Тараз (колишній Джамбул, Жамбил).
Розташована область на півдні Казахстану. На півдні має державний кордон з Киргизстаном. Площа області становить 144,3 тис. км².

## Історія
Утворена 14 жовтня 1939 року із частини Південно-Казахстанської області. З 4 травня 1993 року стару назву Джамбульська область змінено на сучасну. Область названа на честь міста Джамбул (сучасний Тараз), яке в свою чергу було назване на честь казахського поета Джамбула Джабаєва (Жамбил Жабаєв). Хоча місто Джамбул і перейменували на Тараз, назву області залишили.
2 вересня 2019 року до складу області була включена територія площею 10,92 км² зі складу Алматинської області.

## Адміністративний поділ
Область поділена на 10 районів та 1 міську адміністрацію:
| №  | Район                  | Площа, км² | Населення, осіб (1989) | Населення, осіб (1999) | Населення, осіб (2009) | Населення, осіб (2021) | Центр                    | К-ть АО | К-ть НП |
| -- | ---------------------- | ---------- | ---------------------- | ---------------------- | ---------------------- | ---------------------- | ------------------------ | ------- | ------- |
| 1  | Байзацький район       | 4500       | 64417                  | 69495                  | 83931                  | 102864                 | Сарикемер                | 18      | 43      |
| 2  | Жамбильський район     | 4300       | 61234                  | 65441                  | 73313                  | 86564                  | Асса                     | 17      | 42      |
| 3  | Жуалинський район      | 4200       | 46011                  | 47427                  | 50391                  | 54072                  | імені Бауиржана Момишули | 14      | 49      |
| 4  | Кордайський район      | 8983,92    | 109604                 | 104652                 | 124684                 | 156270                 | Кордай                   | 19      | 41      |
| 5  | Меркенський район      | 7100       | 75622                  | 73698                  | 76753                  | 87864                  | Мерке                    | 14      | 45      |
| 6  | Мойинкумський район    | 50400      | 46307                  | 34316                  | 31130                  | 28752                  | Мойинкум                 | 16      | 24      |
| 7  | Сарисуський район      | 31300      | 81192                  | 48594                  | 41105                  | 43538                  | Жанатас                  | 10      | 25      |
| 8  | Таласький район        | 12200      | 76468                  | 53451                  | 50537                  | 48453                  | Каратау                  | 14      | 24      |
| 9  | Турара Рискулова район | 10500      | 65388                  | 61454                  | 63691                  | 67216                  | Кулан                    | 15      | 42      |
| 10 | Шуський район          | 12030,30   | 102075                 | 95380                  | 94669                  | 105298                 | Толе-бі                  | 19      | 35      |
| 11 | Таразька м.а.          | -          | 310679                 | 335154                 | 331925                 | 418368                 | Тараз                    | -       | 1       |

## Найбільші населені пункти
Населені пункти з чисельністю населення понад 10000 осіб:
| №  | Населений пункт          | Населення, осіб (1989) | Населення, осіб (1999) | Населення, осіб (2009) | Населення, осіб (2021) |
| -- | ------------------------ | ---------------------- | ---------------------- | ---------------------- | ---------------------- |
| 1  | Тараз                    | 306715                 | 330125                 | 320634                 | 418368                 |
| 2  | Шу                       | 37395                  | 34999                  | 36531                  | 44814                  |
| 3  | Кордай                   | 23345                  | 24854                  | 27443                  | 38012                  |
| 4  | Сарикемер                | 14743                  | 15563                  | 24314                  | 32043                  |
| 5  | Каратау                  | 41825                  | 28281                  | 26639                  | 28045                  |
| 6  | Жанатас                  | 53401                  | 25927                  | 20731                  | 25018                  |
| 7  | Толе-бі                  | 16348                  | 17860                  | 19000                  | 19771                  |
| 8  | Сортобе                  | 8400                   | 10758                  | 14646                  | 19458                  |
| 9  | Кулан                    | 13261                  | 12294                  | 15380                  | 18572                  |
| 10 | Масанчі                  | 7398                   | 8926                   | 13606                  | 17631                  |
| 11 | Мерке                    | 16726                  | 12882                  | 13467                  | 17133                  |
| 12 | імені Бауиржана Момишули | 10664                  | 11687                  | 12491                  | 15284                  |
| 13 | Асса                     | 8189                   | 7868                   | 8640                   | 12892                  |
| 14 | Саримолдаєва             | 4363                   | 8241                   | 8422                   | 11556                  |
| 15 | Лугове                   | 10449                  | 9876                   | 10242                  | 10872                  |

## Населення
Населення — 1199259 осіб (2021; 1022129 у 2009, 989062 у 1999, 1038997 у 1989).

### Національний склад
Населення Жамбильської області — поліетнічне. Станом на 1 січня 2010 року значну частину населення області становили казахи — 69,2 %, інші — 30,8 %:
- казахи — 722627 осіб (69,23 %)
- росіяни — 141829 осіб (13,59 %)
- дунгани — 42404 особи (4,06 %)
- турки — 29354 особи (2,81 %)
- узбеки — 24986 осіб (2,39 %)
- курди — 13220 осіб (1,27 %)
- корейці — 12452 особи (1,19 %)
- азербайджанці — 12185 осіб (1,17 %)
- татари — 10651 особа (1,02 %)
- киргизи — 7752 особи (0,74 %)
- німці — 6695 осіб (0,64 %)
- українці — 3888 осіб (0,37 %)
- уйгури — 2783 особи (0,27 %)
- чеченці — 2548 осіб (0,24 %)
- греки — 1637 осіб (0,16 %)
- білоруси — 870 осіб (0,08 %)
- інші народи — 7962 особи (0,76 %)

### Динаміка чисельності
| Роки      | 2003       | 2004       | 2005       | 2006       | 2007       | 2008       |
| --------- | ---------- | ---------- | ---------- | ---------- | ---------- | ---------- |
| Населення | 980 072    | ▲985 552   | ▲992 089   | ▲1 001 094 | ▲1 009 210 | ▲1 018 845 |
|           |            |            |            |            |            |            |
| Роки      | 2009       | 2010       | 2011       | 2012       | 2013       | 2014       |
| Населення | ▲1 020 791 | ▲1 034 624 | ▲1 046 497 | ▲1 055 976 | ▲1 070 239 | ▲1 199 259 |

## Господарство
Область промислово-аграрна. Частка промисловості у складі валового продукту області становить 23,8 %, на сільське господарство припадає 20,2 %.
Область багата на корисні копалини. Тут зосереджено 71,9 % балансових запасів фосфоритів республіки, 68 % плавикового шпату, 8,8 % золота, 3 % міді та 0,7 % урану. Область багата кольоровими металами, баритом, вугіллям, облицювальним і технічним камінням, будівельними матеріалами. У межах Шу-Сарисуської западини розвідано декілька родовищ природного газу. Запаси харчової і технічної солі становлять 10 млн тонн.

## Природа

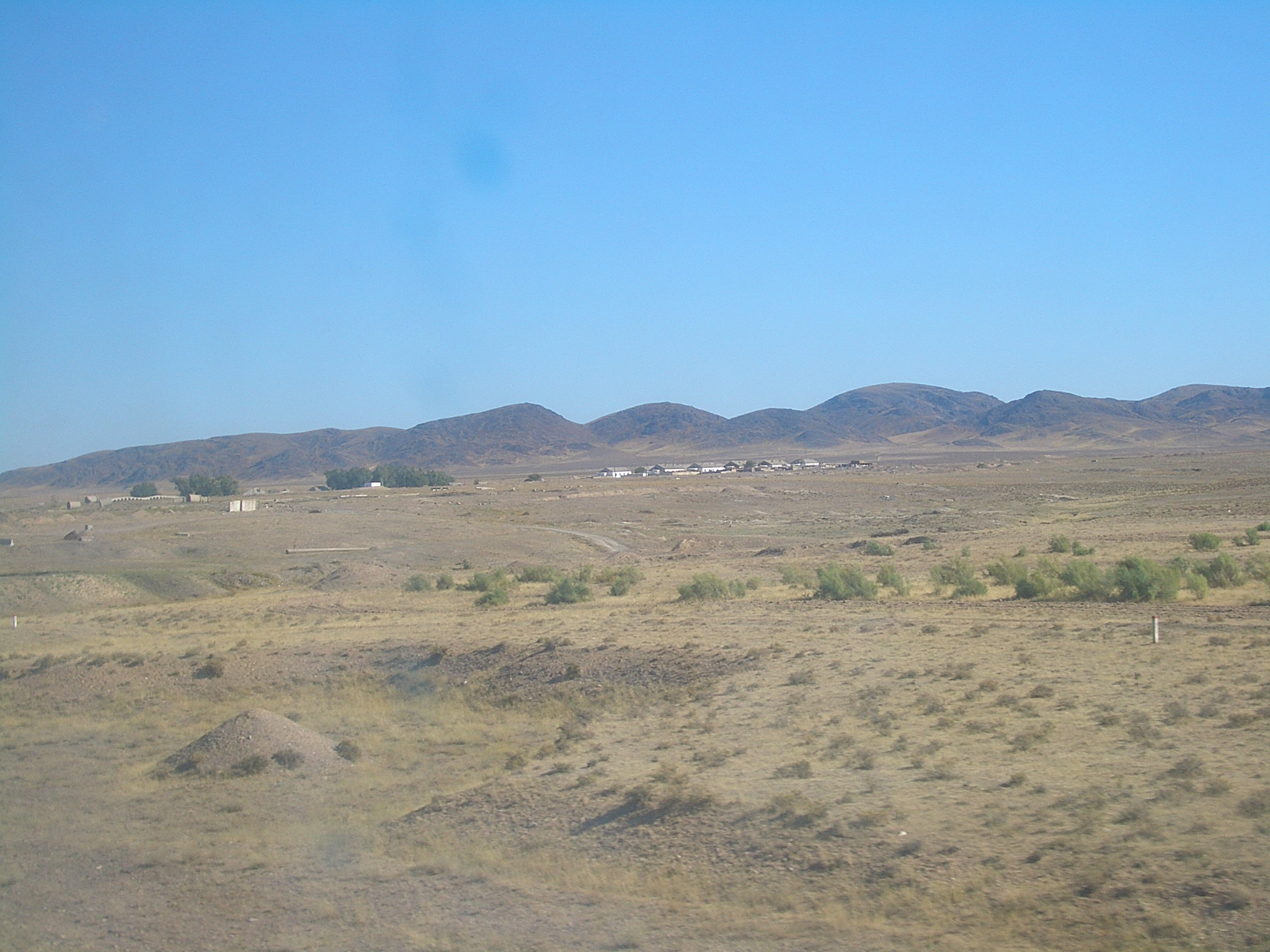
У степу на північ від міста Шу

Флора і фауна області дуже різноманітна. Рослинний світ області налічує більш ніж 3 тис. видів. Загальна площа мисливських угідь становить 13,9 тис. га, в яких мешкає понад 40 видів тварин.
Рибогосподарський фонд, що займає площу 27,8 тис. га, складається з 81 водоймища, з яких 59 водоймищ придатні до рибогосподарської діяльності. З великих водосховищ варто зазначити Тасоткельське і Терс-Ашибулацьке. Найпоширенішими промисловими видами риб є товстолоб, білий амур, короп звичайний, судак звичайний, лящ звичайний, краль та вобла.
На території області функціонують 3 заповідники:
- Державний природний заповідник «Урочище „Бериккара“» — комплексний заповідник, займає площу 17,5 тис. га, де можна зустріти більш ніж 50 видів особливо рідкісних деревинно-чагарникових і трав'янистих рослин, занесених до Червоної книги, а з тварин — архара, індійського їжатця, райську мухоловку;
- Державний природний заповідник «Урочище „Каракунуз“» — ботанічний заповідник, загальною площею 3,07 тис. га, розташований на західних відрогах Заілійського Алатау. Плодові насадження яблунь, вишень, аличі, винограду змінюються ділянками кленового лісу, білої акації, шовковиці, волоського горіха;
- Андасайський державний природний заказник — зоологічний заказник, загальною площею 1 млн га, розташований по правому березі річки Шу. У рослинному покриві переважають ковила, типчак, біюргун, рідкісні ефемери, саксаул чорний, зарості чагарникових верб. Тваринний світ представлений архарами, куланами, гераньами, сарнами азійськими, кабанами, зайцями.